# George Abel
George Gordon Abel (Melville, 23 febbraio 1916 – Melville, 16 aprile 1996) è stato un hockeista su ghiaccio canadese.
Ha vinto la medaglia d'oro olimpica alle Olimpiadi invernali 1952 tenutesi a Oslo vincendo con la sua nazionale il torneo di hockey su ghiaccio.